# Prnjavor (Czarnogóra)
Prnjavor (cyr. Прњавор) – wieś w Czarnogórze, w gminie Plav. W 2011 roku liczyła 965 mieszkańców.